# 大覚寺 (岡山市)
大覚教会（だいかくきょうかい）は、岡山県岡山市北区西辛川にある日蓮宗の寺院。

## 歴史
南北朝が合一されたのちの応永年間（1394年－1428年）大覚妙実（大覚大僧正）の開山で創建された東栄山妙蓮寺を起源とする。寛文年間（1661年－1674年）岡山藩主池田光政時代の宗教政策（寛文法難）によって宝塔を残して破却されたが、後に大覚堂が建立された。平成25年大覚教会は妙正山大覚寺と寺号公称した。

## 境内
- 本堂

## 歴代
- 大覚大僧正妙実

## 周辺の教会、結社等
岡山市には日蓮宗寺院が多い。
- 藤田山広昌寺　大正4年（1915年）大乗院日選の開基で創建された草庵が起源という。開基檀越は安原慎一。昭和4年（1929年）に藤田教会が設立され、昭和24年（1949年）現在の寺号を公称した。
- 青江教会　明治37年（1904年）に常説法院日こう（こうはしんにょうに交わる）の開山によって創建された。
- 当新田教会　明治28年（1895年）に唯妙院日苗の開山で創建された。
- 今村教会　大正4年（1915年）の創建という。
- 三浜教会　昭和24年（1949年）の創建という。
- 三蟠教会　昭和14年（1939年）に授法院日正の開山で創建された。
- 妙見結社